# Фундуклей Іван Іванович

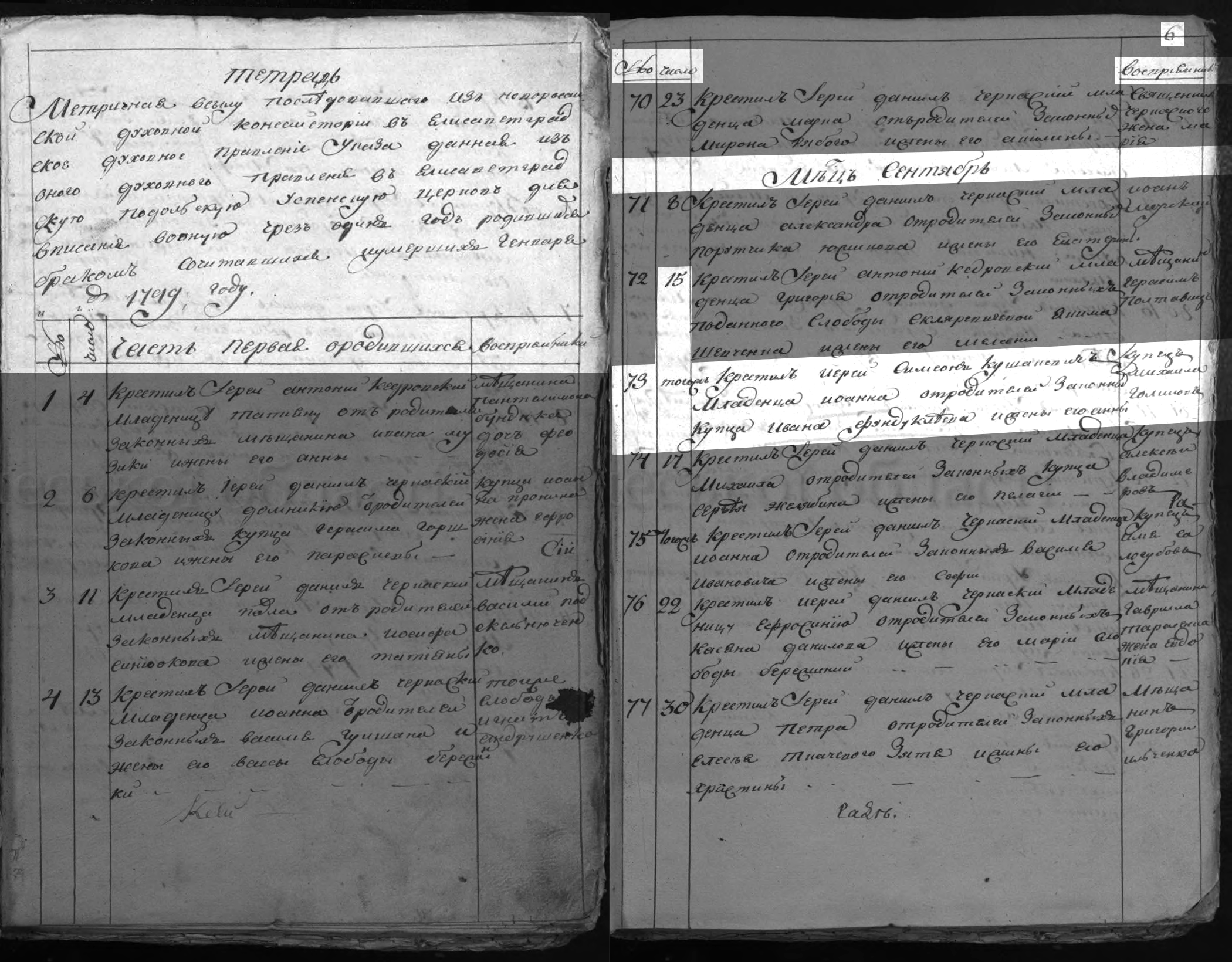
Запис в метричному зошиті Єлісаветградської Подільської Успенської церкви за 1799 рік про народження та хрещення Івана Фундуклеєва.

Фундукле́й Іва́н Іва́нович (15 (26) вересня 1799, Єлисаветград — 22 серпня (3 вересня) 1880, Москва) — політичний та громадський діяч Російської імперії, київський цивільний губернатор (1839—1852). Допоміг видавати матеріали про Київ і Київщину, серед іншого «Обозрение Киева и Киевской губернии по отношению к древностям» (К., 1847), «Статистическое описание Киевской губернии» (у 3-х т., СПб, 1852), «Обозрение могил, валов и городищ Киевской губернии» (1848) та інше. Почесний громадянин Києва.
За царювання Миколи I, був одним з двох губернаторів (другим був ковенський губернатор Афанасій Радищев), які не брали хабарів навіть з відкупників (загалом губернаторів було 56).

## Життєпис

### Ранні роки
Народився 15 (26) вересня 1799 року в Єлисаветграді (тепер Кропивницький), у сім'ї купця-грека, який переселився в кінці XVIII століття з турецького Константинополя та розбагатів на торгівлі тютюном та на винному відкупі в Одесі. Пізніше, у 1818—1819 роках батько, Іван Юрійович Фундуклей (Фундуклеєв), був міським головою Єлисаветграда, отримав чин комерції радника. Причетність до Кіровоградщини Івана Фундуклея досліджував краєзнавець В. Босько. Таким чином, йому вдалося вияснити, що Фундуклей мав маєтки у селі Нова та Стара Осота. Крім того, в селі Янівці в нього було понад 16 тисяч десятин землі.
Син мільйонера і сам мультимільйонер, він був вихований на хлібі та воді. Згідно з волею батька, що виховував у сина працелюбність, старанність та чесність, довгі роки працював на невисоких чиновницьких посадах. У подальшому Фундуклей на всіх високих посадах дивував людей чудотворним поєднанням досвіду, щедрості до нужденних і особистої простоти. Це був приклад людини, що використує багатство для служіння суспільству.
Освіту хлопчик отримував у домашніх умовах і почав служити з 12-ти років, у 1811 році зайняв посаду підканцеляриста в поштовому департаменті. У 1818 році служив у канцелярії Комітету міністрів, з 1819-го — у канцелярії по прийому прохань на височайше ім'я. Лише в 1831 році отримує посаду чиновника з особливих доручень при особі новоросійського генерал-губернатора князя Михайла Воронцова. Оцінивши ділові якості та багатий досвід чиновника, князь клопоче про посаду волинського віце-губернатора в Житомирі для свого підопічного. Існує думка, що таке неочікуване призначення було викликане в першу чергу величезним багатством, яке залишив Фундуклею батько після смерті. Почувши про щедрість та багатство волинського віце-губернатора, київський військовий губернатор Дмитро Бібиков також поспішив з клопотанням про подальшу долю перспективного чиновника і виклопотав для нього місце цивільного губернатора у Києві з 1839 по 1852 рік.

### Київський губернатор

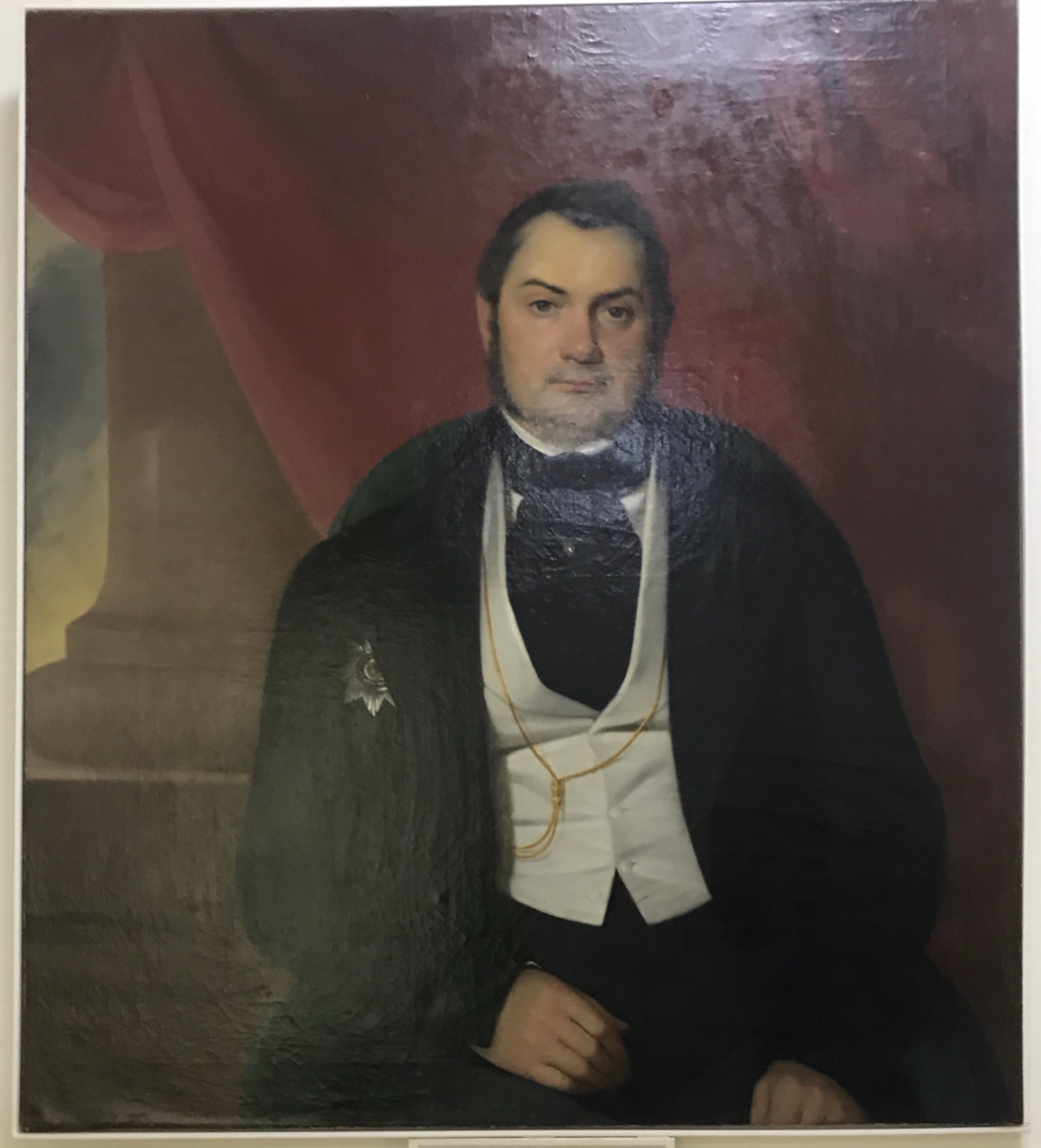
Генріх Гольпейн, «Портрет Івана Фундуклея», 1840-ві-1850-ті рр. Національний музей історії України, Київ

Іван Фундуклей багато зробив для міста та киян за роки його служби у Києві. Він був покровителем науки та освіти, налагодив роботу міської митниці, покращив умови утримання арештантів у тюрмах. Після повені 1845 року організував систему допомоги постраждалим — їм надавали позики на відновлення помешкань та притулок у Контрактовому будинку на Подолі. Сам губернатор фінансово підтримував декілька великих сімей, які потребували допомоги. За його кошти вперше був вкритий бруківкою Андріївський узвіз та побудований у 1843 році один з фонтанів тодішнього Київського водогону, що живився водою з джерел надхрещатицьких пагорбів. Цей фонтан кияни називали «Фундуклеївський» або просто «Іван», на честь губернатора. До цього ж періоду належить і спорудження будинку Київської міської думи на Подолі та знаменитого ланцюгового мосту.
За його кошти, під його наглядом та за його безпосередньої участі були видані декілька книг археологічного, історичного та статистичного характеру про Київ. У 1849 році він був обраний почесним членом Київського університету св. Володимира та членом-кореспондентом товариства нумізматів. У 1850 році — членом Петербурзького археологічного та Імператорського російського географічного товариства. Він також був діючим членом Одеського товариства історії та старожитностей.
Фундуклей викупив у одного чиновника побудований на казенні гроші кам'яний двоповерховий будинок (на розі теперішніх вулиць Богдана Хмельницького та Пушкінської) з тим, щоб чиновник, якому загрожував суд та каторга за розтрату, терміново відшкодував недостачу. Сам же губернатор, через кілька років після свого від'їзду на нове місце служби до Варшави, пожертвував цю садибу для облаштування там першої загальноміської жіночої гімназії нового типу (відкритої для дітей всіх станів). Нову гімназію назвали на честь колишнього губернатора — Фундуклеївською. Згодом у цій гімназії навчалась педагог, громадсько-освітня діячка, одна з організаторок жіночого руху в Україні Софія Русова.

### Після Києва
По від'їзді з Києва Фундуклей довго служив у адміністрації Царства Польського в складі Російської імперії: з 1852 року у Варшавському департаменті сенату, з 1855-го — генеральним контролером Царства Польського та головуючим у Вищій рахунковій палаті. З 1865 року Іван Фундуклей був віце-головою держради Царства Польського. Навіть бувши адміністративним працівником, він не полишав наукової та просвітницької діяльності. За його сприяння та під його керівництвом було видане дослідження історії народного господарства та лісів Польщі.

### Останні роки
В останні роки життя Іван Фундуклей засідав у Державній раді в Санкт-Петербурзі, а згодом, у 1876 році переїхав до Москви. Жив самотнім та непримітним життям у своїй квартирі на Тверському бульварі, у будинку Вирубова. Помер 22 серпня (3 вересня) 1880 року в Москві, похований на кладовищі Донського монастиря.

## Розгром Кирило-Мефодіївського товариства
Фундуклей був одним з основних дієвих урядовців у справі Кирило-Мефодіївського товариства. У той час генерал-губернатор Бібіков був у від'їзді, й Фундуклей особисто брав участь в арештах, обшуках і допитах кириломефодіївців, багатьох з яких знав особисто. Микола Костомаров уважав, що Фундуклей мав намір його попередити, але за місяць чомусь не встиг.

## Особистість
У власних спогадах Еразм Іванович Стогов, правитель канцелярії генерал-губернатора Південно-Західного краю Дмитра Бібікова, вказує, що Фундуклей володів багатьма чудовими, примітними людськими якостями. Наприклад, був щедрим і багато допомагав бідним, але головним було те, що він робив це якось непомітно, на відміну від Бібікова, який «давав по 3 копійки з шумом, з ефектом». За свій кошт він відремонтував губернаторський будинок, що був у занепаді, та виписав із-за кордону гарні меблі без мита (з дозволу міністра фінансів), які й подарував згодом місту.
Фундуклей ніколи не підлещувався до Бібікова, а навпаки, твердо відстоював свої права проти капризів генерал-губернатора, і робив це спокійно, виважено, без зайвого хвилювання. Був далекоглядним та мудрим чиновником. Зі слів Стогова, він не брав своєї платні, а віддавав її у канцелярію: правителю платив 12 тисяч рублів на рік, щоб той не брав хабарів. Хабарництво за Фундуклея було слабкіше, ніж в інших містах, тому що багаті поміщики призначали поліцейським чиновникам річні оклади. Такий оклад виплачувався і з маєтків Фундуклея; коли останній призначений був київським губернатором, управляючий (маєтком) припинив видачу, але Фундуклей наказав поновити її зі словами: «Якщо багаті поміщики не будуть платити поліції, то вона буде отримувати кошти від крадіїв».
Фундуклей непогано грав на фортепіано, йому весь час надходили поштою ноти. Був вправним стрільцем, знав багато європейських мов, але розмовляв ними винятково з іноземцями і ніколи цим знанням не хизувався. Був знавцем мистецтва та колекціонером живопису, але ніколи не говорив про мистецтво. Був досить мовчазним, розумним і мав надзвичайну фізичну силу. Сім'ї не мав (імовірно, внаслідок невиліковних лишаїв не міг тісно спілкуватися з жінками).

## Вшанування
У 1869 році одна з центральних вулиць Києва, Кадетська, була перейменована на Фундуклеївську (нині — вулиця Богдана Хмельницького), а у 1872 році Фундуклей був обраний почесним громадянином столиці.
На честь Івана Фундуклея названа, відкрита 1876 року, вантажно-пасажирська залізнична станція Фундукліївка у смт Олександрівка Кіровоградської області.